# Alathur, Nanjangud
Alathur là một làng thuộc tehsil Nanjangud, huyện Mysore, bang Karnataka, Ấn Độ.